# Cusseta
Cusseta és una població dels Estats Units a l'estat de Geòrgia. Segons el cens del 2000 tenia 1.196 habitants.

## Demografia
Segons el cens del 2000, Cusseta tenia 1.196 habitants, 436 habitatges, i 316 famílies. La densitat de població era de 303,8 habitants per km².
Dels 436 habitatges en un 37,2% hi vivien nens de menys de 18 anys, en un 45,4% hi vivien parelles casades, en un 20,9% dones solteres, i en un 27,3% no eren unitats familiars. En el 22% dels habitatges hi vivien persones soles el 7,3% de les quals corresponia a persones de 65 anys o més que vivien soles. El nombre mitjà de persones vivint en cada habitatge era de 2,74 i el nombre mitjà de persones que vivien en cada família era de 3,19.
Per edats la població es repartia de la següent manera: un 32,2% tenia menys de 18 anys, un 9,7% entre 18 i 24, un 30,4% entre 25 i 44, un 18,8% de 45 a 60 i un 8,9% 65 anys o més.
L'edat mediana era de 32 anys. Per cada 100 dones de 18 o més anys hi havia 93,6 homes.
La renda mediana per habitatge era de 25.625 $ i la renda mediana per família de 26.736 $. Els homes tenien una renda mediana de 25.380 $ mentre que les dones 19.205 $. La renda per capita de la població era de 14.115 $. Entorn del 25,8% de les famílies i el 28,8% de la població estaven per davall del llindar de pobresa.

## Poblacions més properes
El següent diagrama mostra les poblacions més properes.